# Luis Estrada (futbolista)
Luis Estrada (El Salto, Jalisco, 7 de julio de 1948), conocido como El Chino Estrada, es un ex futbolista mexicano que se desempeñaba en la posición de mediocampista. Jugó para el León y el Cruz Azul.

## Trayectoria
Debutó a los 16 años, con el León en la temporada 1964-65 y participó con el equipo de los esmeraldas hasta 1973, consiguiendo un campeonato de goleo en la temporada 1968-69. 
Disputaría con el León la final de la temporada 1972-73 contra el Cruz Azul, la cual perderían por marcador de 2-1 global y de manera extraña a la siguiente temporada Estrada es contratado por el Cruz Azul, acto que muchos aficionados leoneses le reprocharon. Llega a Cruz Azul en la temporada 1973-74 y se va en 1977.
Ha sido entrenador de equipos como Guerreros de Acapulco de la 2.ª División, León y Pachuca.
Actualmente ha dirigido equipos de Cuarta y Tercera división del Cruz Azul. Se ha caracterizado por su buen trabajo con fuerzas básicas, él fue el responsable de llevar a Jorge Campos a los Pumas de la UNAM, habiéndolo entrenado en el Acapulco, para que después debutara con Mejía Barón como entrenador.

## Selección nacional
Con la Selección de fútbol de México jugó 24 partidos y anotó 7 goles, siendo su primer encuentro con la absoluta el 12 de marzo de 1967 en el marco de la III Copa CONCACAF donde alcanzó el subcampeonato. También disputó los Juegos Olímpicos de 1968 con la selección amateur y con un gol de su autoría El Tri ganó ante Colombia en la inauguración de los Juegos.

## Clubes
| Club                | País   | Año       |
| ------------------- | ------ | --------- |
| León                | México | 1964-1973 |
| Cruz Azul           | México | 1973-1977 |
| Atlético Potosino   | México | 1977-1978 |
| León                | México | 1978-1979 |
| Unión de Curtidores | México | 1980      |

## Palmarés

### Títulos nacionales
| Título               | Equipo    | País   | Año     |
| -------------------- | --------- | ------ | ------- |
| Copa México          | León      | México | 1966-67 |
| Copa México          | León      | México | 1970-71 |
| Campeón de Campeones | León      | México | 1970-71 |
| Copa México          | León      | México | 1971-72 |
| Campeón de Campeones | León      | México | 1971-72 |
| Primera División     | Cruz Azul | México | 1973-74 |
| Campeón de Campeones | Cruz Azul | México | 1973-74 |

### Títulos internacionales
| Título               | Equipo         | Sede   | Año  |
| -------------------- | -------------- | ------ | ---- |
| Juegos Panamericanos | México amateur | Canadá | 1967 |

### Distinciones individuales
| Distinción                                                | Año     |
| --------------------------------------------------------- | ------- |
| Máximo goleador del Campeonato de Naciones de la Concacaf | 1967    |
| Máximo goleador de la Primera División de México          | 1968-69 |
| Máximo goleador de la Copa México                         | 1969-70 |